# 대한민국 민법 제541조
대한민국 민법 제541조는 제삼자의 권리의 확정에 대한 민법 채권법 조문이다.

## 조문
제541조(제삼자의 권리의 확정) 제539조의 규정에 의하여 제삼자의 권리가 생긴 후에는 당사자는 이를 변경 또는 소멸시키지 못한다.

第541條(第三者의 權利의 確定) 第539條의 規定에 依하여 第三者의 權利가 생긴 後에는 當事者는 이를 變更 또는 消滅시키지 못한다.

## 참고 문헌
- 오현수, 일본민법, 진원사, 2014. ISBN 978-89-6346-345-2
- 오세경, 대법전, 법전출판사, 2014 ISBN 978-89-262-1027-7
- 이준현, LOGOS 민법 조문판례집, 미래가치, 2015. ISBN 979-1-155-02086-9